# Emeraldia
Emeraldia (エメラルディア?) è un videogioco arcade pubblicato da Namco nel 1993 solo in Giappone.

## Modalità di gioco
Il giocatore deve allineare blocchi dello stesso colore. Quando tre blocchi sono stati allineati in una fila verticale, si crepano. Quando un quarto blocco dello stesso colore finisce su quelle incrinate, tutti e quattro i blocchi scompaiono.